# أريغارون لبناني
الأريغارون اللبناني أو اليربا اللبنانية (باللاتينية: Erigeron libanoticus) نوع نباتي ينتمي إلى جنس الأريغارون من الفصيلة النجمية.

## الموئل والانتشار
ينتشر في بلاد الشام.
ورد وجوده في بلاد الشام في كتاب جورج بوست وإدوارد دينسمور (نباتات سوريا وفلسطين وسيناء) وعرف بشكل خاطئ على أنه (باللاتينية: Erigeron alpinus) و(باللاتينية: Erigeron uniflorus).

## الوصف النباتي
نبات عشبي.